# Coupe de la paix 2012
Navigation
Édition précédente
La Coupe de la paix 2012 est la cinquième édition de la Peace Cup qui se déroule du 19 au 22 juillet 2012 en Corée du Sud. Quatre équipes participent à cette compétition. La finale a lieu le 22 juillet à Suwon.

## Équipes
- Seongnam Ilhwa Chunma (Hôte)
- Hambourg SV
- Sunderland
- FC Groningen

## Rencontres
Les rencontres se jouent par élimination directe. Les vainqueurs de chaque rencontre vont en finale. Les perdants joueront la petite finale.

### Demi-finales
| 19 juillet 2012 | Seongnam Ilhwa Chunma | 1-0 | Sunderland | Suwon World Cup Stadium, Suwon |
|                 | Éverton 29e           |     |            |                                |

| 20 juillet 2012 | Hambourg SV                    | 2-1 | FC Groningen | Suwon World Cup Stadium, Suwon |  |
|                 | Aogo 15e (pen.) · Iličević 80e |     | Schet 28e    |                                |  |

### Match pour la3eplace
| 22 juillet 2012 | Sunderland                             | 3-2 | FC Groningen                 | Suwon World Cup Stadium, Suwon |  |
|                 | Wickham 20e · Campbell 89e · Noble 90e |     | Suk Hyun-jun 38e · Schet 45e |                                |  |

### Finale
| 22 juillet 2012 | Seongnam Ilhwa Chunma | 0-1 | Hambourg SV     | Suwon World Cup Stadium, Suwon |
|                 |                       |     | Marcus Berg 81e |                                |